# Johannes Gessner

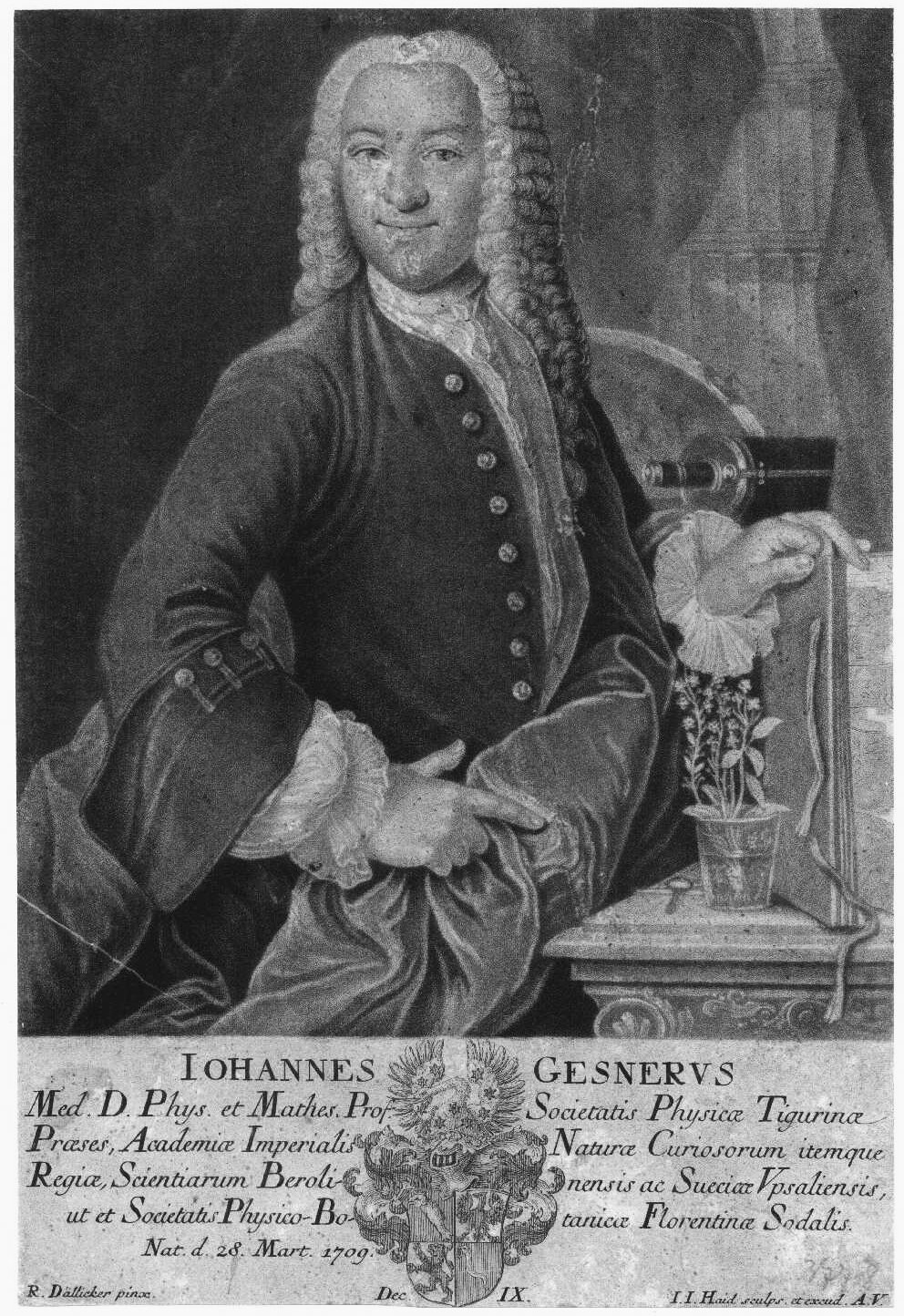
Johannes Gessner

Johannes Gessner (Zürich, 18 maart 1709 - aldaar, 6 mei 1790) was een Zwitserse wiskundige, natuuronderzoeker (natuurkundige, botanicus en mineraloog) en arts. Hij wordt gezien als de oprichter van de Naturforschende Gesellschaft in Zürich.
Zijn opleiding begon Gessner in Zürich bij Johannes von Muralt, waarna hij in Bazel medicijnen ging studeren. Deze studie zette hij in 1726 en 1727 voort aan de universiteit Leiden. Uit Leiden dateerde zijn levenslange vriendschap met Albrecht von Haller. Met Haller reisde Gessner naar Parijs om de medicijnenstudie af te ronden. Hier schreef Gessner zijn later uitgegeven dagboek Pariser Tagebuch. Beide vrienden studeerden vanaf 1728 wiskunde bij Johann Bernoulli en maakten een reis door Zwitserland. 
Gessner werd in 1730 werkzaam als arts in Bazel, maar gaf al snel de voorkeur aan een wetenschappelijke loopbaan. In 1733 werd hij wiskundeprofessor en in 1738 begon hij natuurlijke historie en natuurkunde (feitelijk toen nog onderwerp binnen de natuurlijke historie) te doceren in Zürich. Hij zou deze betrekking houden tot zijn pensioen in 1778. 
Gessner had grote invloed op de Zwitserse wetenschappers van die tijd, zoals Johann Heinrich Rahn en Johann Georg Sulzer. 
Gessner  publiceerde over de Zwitserse flora en volgde het indelingssysteem van de botanicus Carl Linnaeus.

## Werk
Wetenschappelijk:
- Phytographia sacra, 1759-69
- Tabulae phytographicae, 1795-1804

Literair:
- Pariser Tagebuch, 1727

- Bibliothèque nationale de France: cb104704023 (data)
- Author citation (botany): Gessner
- Gemeinsame Normdatei: 119331136
- Historisch woordenboek van Zwitserland: 014377
- International Standard Name Identifier: 0000 0000 6317 8835
- Library of Congress Control Number: n87902601
- Mathematics Genealogy Project: 230849
- Nationale Bibliotheek van Tsjechië: mzk2009510422
- Nederlandse Thesaurus van Auteursnamen: 151884048
- LIBRIS: 295383
- Système universitaire de documentation: 114435200
- Virtual International Authority File: 27879169
- WorldCat: E39PBJckRHGKkdfHVTjVHc7mBP